# Trachyandra
Trachyandra, biljni rod iz porodice čepljezovki raširen po Africi, Madagaskaru i jugu Arapskog poluotoka (Jemen). Blizu 60 vrsta (geofiti).
Rod je opisan 1843.

## Vrste
1. Trachyandra acocksii Oberm.
2. Trachyandra adamsonii (Compton) Oberm.
3. Trachyandra affinis Kunth
4. Trachyandra arenicola J.C.Manning & Goldblatt
5. Trachyandra aridimontana J.C.Manning
6. Trachyandra arvensis (Schinz) Oberm.
7. Trachyandra asperata Kunth
8. Trachyandra brachypoda (Baker) Oberm.
9. Trachyandra bulbinifolia (Dinter) Oberm.
10. Trachyandra bulbosa Boatwr. & J.C.Manning
11. Trachyandra burkei (Baker) Oberm.
12. Trachyandra capillata (Poelln.) Oberm.
13. Trachyandra chlamydophylla (Baker) Oberm.
14. Trachyandra ciliata (L.f.) Kunth
15. Trachyandra dissecta Oberm.
16. Trachyandra divaricata (Jacq.) Kunth
17. Trachyandra ensifolia (Sölch) Roessler
18. Trachyandra eriocarpa Boatwr. & J.C.Manning
19. Trachyandra erythrorrhiza (Conrath) Oberm.
20. Trachyandra esterhuysenae Oberm.
21. Trachyandra falcata (L.f.) Kunth
22. Trachyandra filiformis (Aiton) Oberm.
23. Trachyandra flexifolia (L.f.) Kunth
24. Trachyandra gerrardii (Baker) Oberm.
25. Trachyandra giffenii (F.M.Leight.) Oberm.
26. Trachyandra glandulosa (Dinter) Oberm.
27. Trachyandra gracilenta Oberm.
28. Trachyandra hantamensis Boatwr. & J.C.Manning
29. Trachyandra hirsuta (Thunb.) Kunth
30. Trachyandra hirsutiflora (Adamson) Oberm.
31. Trachyandra hispida (L.) Kunth
32. Trachyandra involucrata (Baker) Oberm.
33. Trachyandra jacquiniana (Schult. & Schult.f.) Oberm.
34. Trachyandra kamiesbergensis Boatwr. & J.C.Manning
35. Trachyandra karrooica Oberm.
36. Trachyandra lanata (Dinter) Oberm.
37. Trachyandra laxa (N.E.Br.) Oberm.
38. Trachyandra malosana (Baker) Oberm.
39. Trachyandra mandrarensis (H.Perrier) Marais & Reilly
40. Trachyandra margaretae Oberm.
41. Trachyandra montana J.C.Manning & Goldblatt
42. Trachyandra muricata (L.f.) Kunth
43. Trachyandra oligotricha (Baker) Oberm.
44. Trachyandra paniculata Oberm.
45. Trachyandra patens Oberm.
46. Trachyandra peculiaris (Dinter) Oberm.
47. Trachyandra prolifera P.L.Perry
48. Trachyandra pyrenicarpa (Welw. ex Baker) Oberm.
49. Trachyandra revoluta (L.) Kunth
50. Trachyandra sabulosa (Adamson) Oberm.
51. Trachyandra saltii (Baker) Oberm.
52. Trachyandra sanguinorhiza Boatwr. & J.C.Manning
53. Trachyandra scabra (L.f.) Kunth
54. Trachyandra smalliana Hilliard & B.L.Burtt
55. Trachyandra tabularis (Baker) Oberm.
56. Trachyandra thyrsoidea (Baker) Oberm.
57. Trachyandra tortilis (Baker) Oberm.
58. Trachyandra triquetra Thulin
59. Trachyandra zebrina (Schltr. ex Poelln.) Oberm.